# Ендрю Кесселз
Ендрю Кесселз (англ. Andrew Cassels, нар. 23 липня 1969, Брамалі, Онтаріо) — колишній канадський хокеїст, що грав на позиції центрального нападника. Грав за збірну команду Канади.

## Ігрова кар'єра
Хокейну кар'єру розпочав 1986 року.
1987 року був обраний на драфті НХЛ під 17-м загальним номером командою «Монреаль Канадієнс». 
Протягом професійної клубної ігрової кар'єри, що тривала 18 років, захищав кольори команд «Монреаль Канадієнс», «Гартфорд Вейлерс», «Калгарі Флеймс», «Ванкувер Канакс», «Колумбус Блю-Джекетс» та «Вашингтон Кепіталс».
Був гравцем молодіжної збірної Канади, у складі якої брав участь у 7 іграх. Виступав за національну збірну Канади, провів 6 ігор в її складі та став срібним призером чемпіонату світу 1996 року.

## Нагороди та досягнення
- Трофей Реда Тілсона (ОХЛ) — 1988.

## Тренерська робота
Головний тренер клубу «Цинциннаті Циклонес» (ХЛСУ).

## Статистика

### Клубні виступи
| Сезон   | Клуб                   | Ліга | Регулярний сезон | Регулярний сезон | Регулярний сезон | Регулярний сезон | Регулярний сезон | Плей-оф | Плей-оф | Плей-оф | Плей-оф | Плей-оф |
| Сезон   | Клуб                   | Ліга | І                | Г                | П                | О                | ШХ               | І       | Г       | П       | О       | ШХ      |
| ------- | ---------------------- | ---- | ---------------- | ---------------- | ---------------- | ---------------- | ---------------- | ------- | ------- | ------- | ------- | ------- |
| 1986–87 | «Оттава 67-і»          | ОХЛ  | 66               | 26               | 66               | 92               | 28               | 11      | 5       | 9       | 14      | 7       |
| 1987–88 | «Оттава 67-і»          | ОХЛ  | 61               | 48               | 103              | 151              | 39               | 16      | 8       | 24      | 32      | 13      |
| 1988–89 | «Оттава 67-і»          | ОХЛ  | 56               | 37               | 97               | 134              | 66               | 12      | 5       | 10      | 15      | 10      |
| 1989–90 | «Монреаль Канадієнс»   | НХЛ  | 6                | 2                | 0                | 2                | 2                | —       | —       | —       | —       | —       |
| 1989–90 | «Шербрук Канадієнс»    | АХЛ  | 55               | 22               | 45               | 67               | 25               | 12      | 2       | 11      | 13      | 6       |
| 1990–91 | «Монреаль Канадієнс»   | НХЛ  | 54               | 6                | 19               | 25               | 20               | 8       | 0       | 2       | 2       | 2       |
| 1991–92 | «Гартфорд Вейлерс»     | НХЛ  | 67               | 11               | 30               | 41               | 18               | 7       | 2       | 4       | 6       | 6       |
| 1992–93 | «Гартфорд Вейлерс»     | НХЛ  | 84               | 21               | 64               | 85               | 62               | —       | —       | —       | —       | —       |
| 1993–94 | «Гартфорд Вейлерс»     | НХЛ  | 79               | 16               | 42               | 58               | 37               | —       | —       | —       | —       | —       |
| 1994–95 | «Гартфорд Вейлерс»     | НХЛ  | 46               | 7                | 30               | 37               | 18               | —       | —       | —       | —       | —       |
| 1995–96 | «Гартфорд Вейлерс»     | НХЛ  | 81               | 20               | 43               | 63               | 39               | —       | —       | —       | —       | —       |
| 1996–97 | «Гартфорд Вейлерс»     | НХЛ  | 81               | 22               | 44               | 66               | 46               | —       | —       | —       | —       | —       |
| 1997–98 | «Калгарі Флеймс»       | НХЛ  | 81               | 17               | 27               | 44               | 32               | —       | —       | —       | —       | —       |
| 1998–99 | «Калгарі Флеймс»       | НХЛ  | 70               | 12               | 25               | 37               | 18               | —       | —       | —       | —       | —       |
| 1999–00 | «Ванкувер Канакс»      | НХЛ  | 79               | 17               | 45               | 62               | 16               | —       | —       | —       | —       | —       |
| 2000–01 | «Ванкувер Канакс»      | НХЛ  | 66               | 12               | 44               | 56               | 10               | —       | —       | —       | —       | —       |
| 2001–02 | «Ванкувер Канакс»      | НХЛ  | 53               | 11               | 39               | 50               | 22               | 6       | 2       | 1       | 3       | 0       |
| 2002–03 | «Колумбус Блю-Джекетс» | НХЛ  | 79               | 20               | 48               | 68               | 30               | —       | —       | —       | —       | —       |
| 2003–04 | «Колумбус Блю-Джекетс» | НХЛ  | 58               | 6                | 20               | 26               | 26               | —       | —       | —       | —       | —       |
| 2005–06 | «Вашингтон Кепіталс»   | НХЛ  | 31               | 4                | 8                | 12               | 14               | —       | —       | —       | —       | —       |
|         | Усього в НХЛ           |      | 1015             | 204              | 528              | 732              | 410              | 21      | 4       | 7       | 11      | 8       |

### Збірна
| Рік                | Команда            | Турнір             | І | Г | П | О | ШХ |
| ------------------ | ------------------ | ------------------ | - | - | - | - | -- |
| 1989               | Канада             | МЧС                | 7 | 2 | 5 | 7 | 2  |
| 1996               | Канада             | ЧС                 | 6 | 1 | 0 | 1 | 0  |
| Молодіжна збірна   | Молодіжна збірна   | Молодіжна збірна   | 7 | 2 | 5 | 7 | 2  |
| Національна збірна | Національна збірна | Національна збірна | 6 | 1 | 0 | 1 | 0  |